# ɘ
Cette page contient des caractères spéciaux ou non latins. S’ils s’affichent mal (▯, ?, etc.), consultez la page d’aide Unicode.
ɘ (uniquement en minuscule), appelé e réfléchi, est une lettre additionnelle de l’alphabet latin qui est utilisée dans l'alphabet phonétique international.

## Utilisation
Dans les années 1940, Bernard Bloch (en) et George L. Trager (en) proposent le symbole e réfléchi ‹ ɘ › pour représenter une voyelle mi-fermée centrale arrondie.
Dans l’alphabet phonétique international, e réfléchi ‹ ɘ › est un symbole utilisé pour représenter une voyelle mi-fermée centrale non arrondie, officiellement depuis 1993. Le symbole a été utilisé auparavant par David Abercrombie (en) en 1967 dans Elements of general phonetics.
Le e réfléchi, avec une majuscule basé sur la forme minuscule, est utilisé par certains auteurs, pour l’écriture du dialecte malinois (nl).

## Représentations informatiques
Le e réfléchi peut être représenté avec les caractères Unicode (Alphabet phonétique international) suivants :
| formes    | représentations | chaînes de caractères | points de code | descriptions                       |
| --------- | --------------- | --------------------- | -------------- | ---------------------------------- |
| minuscule | ɘ               | ɘ                     | U+0258         | lettre minuscule latine e réflechi |